# Psorozophera hitama
Psorozophera hitama är en fjärilsart som beskrevs av Ruesler och Kuppers 1979. Psorozophera hitama ingår i släktet Psorozophera och familjen mott. Inga underarter finns listade i Catalogue of Life.